# Toma Becket
Toma Becket (eng. Thomas Becket; Cheapside, London, 21. prosinca 1118./1120. – Canterbury, Kent, 29. prosinca 1170.), nadbiskup Canterburyja od 1162. do 1170. i svetac.

## Životopis
Toma Becket rođen je u Londonu. Roditelji su mu pripadali višemu srednjem staležu. Kad je imao deset godina, počeo je s izučavanjem građanskog i kanonskog prava u Mertonovu prioratu u Engleskoj, te u Parizu, Bologni i Auxerreu. Po povratku u Englesku, canteburijski nadbiskup Teobald povjerio mu je više važnih poslanja u Rim, te ga konačno imenovao arhiđakonom Canterburyja i prepoštom Beverlyja. Konačno je Becket, posredovanjem Teobaldovim, postao i lord kancelar kralja Henrika II.
Henrik je, poput svih engleskih vladara normanskog podrijetla, nastojao smanjiti povlastice klerika u svome kraljevstvu. U početku je Becket vjerno izvršavao kraljeve naloge, te je postao dio kraljeve stalne pratnje, ne samo u službenim prigodama, nego i u razonodi. Henrik II. dao je čak i svoga sina Henrika odgajati u Becketovu domu.
Dana 18. travnja 1161. umire Teobald, a kaptol, koji je morao birati novog nadbiskupa, protiv volje svojih članova, pokorava se kraljevoj želi i bira Tomu Becketa novim nadbiskupom. Većina povjesničara slaže se da je Becket bezuspješno molio kralja da na tome ne inzistira, jer on neće moći služiti dvojici gospodara. U svibnju je izabran za nadbiskupa, a posvećenje je bilo 3. lipnja 1162. godine. U raskolu koji je tada dijelio Katoličku Crkvu, Becket je stao na stranu pape Aleksandra III. Slijedeći politiku ovog pape, zastupao je izuzeće Crkve od svake civilne nadležnosti. Kralj je brzo odgovorio, sazvavši klerike u Westminster (1. listopada 1163.), gdje je tražio njihovo odustajanje od takvih zahtjeva. Nadbiskup Toma ostao je čvrst u svome stavu, što je natjeralo kralja na kompromis. Time je konačno i završilo prijateljstvo dvojice ljudi.
Novu skupštinu Henrik je sazvao u Clarendonu 30. siječnja 1164., gdje je predstavio svoje zahtjeve uobličene u šesnaest konstitucija. Njima je tražio odustajanje od neovisnosti klerika i od njihove izravne veze sa Svetom Stolicom. Čini se da je uspio uvjeriti sve osim Becketa, koji je odbio potpisati Konstitucije. Stoga je Henrik odlučio pozvati Tomu pred Veliko vijeće u Northamptonu 8. listopada 1164., kako bi odgovorio na optužbe o nepoštivanju kraljevske vlasti. Becket se poziva na papu i 2. studenog 1164. odlazi u dobrovoljno izgnanstvo u Francusku. Potaknut dogovorom između pape Aleksandra III. i Henrika II., 1170. vraća se u Englesku. Ipak, odnosi između njega i kralja nisu se popravili, što završava upadom četvorice kraljevih vitezova u canteburijsku katedralu 29. prosinca 1170. i Becketovim umorstvom.

## Štovanje
Papa Aleksandar III. proglasio ga je svetim 1173., a kralj Henrik II. ponizio se u javnoj pokori pred Becketovim grobom 12. srpnja 1174.

## U umjetnosti
- Canterburyjske priče
- Becket (1964.), igrani film redatelja Petera Glenvilla[1]

## Povezano
- Thomas More

## Vanjske poveznice
Mrežna mjesta
- Becket, Thomas sv., Hrvatska enciklopedija
- Sv. Toma Becket, biskup i mučenik, HILP
- Trumpov Proglas na 850. godišnjicu mučeništva svetog Tome Becketa, www.quovadiscroatia.com